# Zaliv Hauraki / Tīkapa Moana
Zaliv Hauraki / Tīkapa Moana je obalni del Severnega otoka Nove Zelandije. Ima površino 4000 km² in leži med, v nasprotni smeri urinega kazalca, regijo Auckland, ravninami Hauraki, polotokom Coromandel in otokom Great Barrier. Večji del zaliva je del morskega parka zaliv Hauraki.
Hauraki v maorščini pomeni 'severni veter'. Leta 2014 je bil zaliv uradno imenovan zaliv Hauraki / Tīkapa Moana. Novozelandsko ministrstvo za kulturo in dediščino daje prevod »žalostno morje« za Tīkapa Moana. V tradicionalni legendi je zaliv Hauraki zaščiten s taniwho (so velika nadnaravna bitja, ki živijo v globokih tolmunih rek, temnih jamah ali v morju) z imenom Ureia, ki je v obliki kita.

## Geografija
Zaliv je del Tihega oceana, ki se združuje na severu in vzhodu. Pred oceanom ga v veliki meri ščitita otoka Great Barrier Island in Little Barrier Island na severu ter 80 kilometrov dolg polotok Coromandel na vzhodu. Tako je dobro zaščiten pred vsemi vetrovi razen severnimi.
Trije veliki kanali povezujejo zaliv z oceanom. Kanal Colville leži med polotokom Coromandel in Great Barrier, kanal Cradock med obema otokoma, kanal Jellicoe pa med Little Barrierjem in polotokom North Auckland. Severno od Aucklanda štrli v zaliv več polotokov, zlasti polotok Whangaparaoa. Otok Tiritiri Matangi je blizu konca tega polotoka. Severneje je otok Kawau pod polotokom Tawharanui.
Ob obalah zaliva so številne plaže, mnoge od njih so znane po plavanju in deskanju.
V zadnjem obdobju poledenitve je bil zaliv suho ozemlje, z gladino morja približno 100–110 m nižjo od sedanje. Zaliv je bil potopljen, ko je morje doseglo sedanjo gladino pred približno 7200 leti. V tem obdobju je bilo območje dom dveh rečnih sistemov. Prva od teh je bila reka, ki sta jo tvorila dva pritoka, reka Mahurangi in pristanišče Waitematā (takrat reka), ki sta delovala kot pritoka. Ta reka je tekla proti severovzhodu med današnjim otokom Little Barrier Island in Great Barrier Island ter se izlivala v Tihi ocean severno od otoka Great Barrier. Drugi je bil potok, ki so ga oblikovale glavne reke Hauraki Plains: reka Waihou, reka Piako in reka Waitakaruru. Pred izbruhom Oruanui pred 27.000 leti se je reka Waikato prav tako izlivala v zaliv Hauraki pri Firth of Thames. Reke planote Hauraki sta srečala dva pritoka, reka Wairoa na zahodu od današnjega Clevedona in potok Umangawha na vzhodu, pri Colvillu na polotoku Coromandel. Ta reka je tekla proti severu, vzdolž planote, se obrnila proti vzhodu in se izlivala proti Tihemu oceanu vzdolž današnjega kanala Colville med polotokom Coromandel in otokom Great Barrier.

### Otoki
Na zahodu zaliva leži niz otokov, ki varujejo ustje pristanišča Waitematā, enega od dveh pristanišč v Aucklandu. Med njimi so otok Ponui, otok Waiheke, Tiritiri Matangi in ikonična kupola otoka Rangitoto (speči vulkan), ki je z nasipom povezan s precej starejšim otokom Motutapu. Otoki so od celine ločeni s prelivom Tamaki in kanalom Rangitoto.
Drugi otoki v zalivu so otok Browns, otok Motuihe, otok Pakihi, otok Pakatoa, otok Rakino in otok Rotoroa v notranjem zalivu, okoli Waiheke in Rangitoto; otok Tarahiki vzhodno od Waihekeja; otoki Motukawao in otok Whanganui v zavetrju Coromandelskega polotoka; in Channel Island v zunanjem zalivu.
Marca 2020 so na otoku Otata opravili manjše izkopavanje v velikem obalnem starem odlagališču gospodinjskih odpadkov. Januarja 2018 so ogromni valovi v zalivu Hauraki povzročili obsežno škodo na njegovih obalnih območjih in v samo nekaj urah se je obala ali Otata zmanjšala za do 5 metrov, kar je razkrilo odlagališče. Namen izkopavanja je bil zabeležiti te podatke, preden jih uniči erozija, in je bilo izvedeno v sodelovanju z lastniki zemljišč Ngāi Tai ki Tāmaki. Del dela bo tudi razumevanje spreminjajočega se morskega okolja okoli otoka.

### Firth of Thames
Na južnem koncu zaliva je širok, relativno plitev zaliv Firth of Thames. Onkraj tega leži planota Hauraki, ki jo odmakata reki Waihou in Piako. Na obeh straneh zaliva se dvigajo gorovja Hunua in hribi polotoka Koromandija.
Njegovo maorsko ime je Tikapa. V tradicionalni legendi je ta in širši zaliv Hauraki zaščiten s taniwho (so velika nadnaravna bitja, ki živijo v globokih tolmunih rek, temnih jamah ali v morju) z imenom Ureia, ki je v obliki kita.
Firth of Thames je pomembno območje za pobrežnike ali obalne ptice in je v skladu z Ramsarsko konvencijo naveden kot mokrišče mednarodnega pomena. Center za obalne ptice Miranda, ki ga upravlja Miranda Naturalists' Trust, je na Seabird Coast, na zahodni obali zaliva pri Mirandi.
Vendar pa je zaliv v celoti močno poškodovan zaradi vplivov, ki jih je povzročil človek, zlasti odtekanja iz mlečnih farm, in si ni opomogel od obsežnega poglabljanja školjk več kot 40 let po prenehanju te prakse.
Kite, kot so južnomorski kit (en od dveh prvih potrjenih zapisov o rojstvih v vodah glavnih otokov od konca komercialnega in nezakonitega kitolova, opaženega v regiji Browns Bay leta 2012) in Brydove kite (Balaenoptera brydei) je mogoče videti v zalivu, ko telijo in počivajo.

## Zgodovina
Tradicionalne zgodbe Tāmaki Māori opisujejo poimenovanje zaliva. Selitvena kanuja Tainui in Arawa sta zapustila Raiateo ob podobnih časih in oba raziskovala območje Bay of Plenty. Posadki obeh kanujev sta se srečali na skali Horuhoru (Gannet Rock), kjer je potekala slovesnost v spomin na sorodnike, ki so jih izgubili na poti. Med slovesnostjo so na otok postavili maurijev kamen, ki so ga prinesli s svojim potovanjem, po imenu Tīkapa. Ime Tīkapa Moana je bilo sprejeto za okoliški ocean in je postalo ime zaliva.

## Ekologija

### Vrste
Nekatere običajne ali znane živali vključujejo veliko pliskavko in kratkokljunega navadnega delfina, slednje včasih opazimo v »super jatah« 300-500 živali ali več, medtem ko so različne vrste kitov in ork razmeroma pogost pojav. V zalivu je približno 25 vrst morskih sesalcev. Skoraj tretjina vrst morskih sesalcev na svetu živi v morskem parku ali ga obiskuje.
Med večjimi kiti in delfini so Brydovi kiti prebivalci in sorazmerno pogosti v zalivu, njihova prisotnost v teh prometnih vodah pa povzroči veliko število trkov ladij, pri čemer včasih več kitov vsako leto pogine zaradi trkov z ladjami ali športnimi čolni. Preostalo prebivalstvo je ocenjeno na 100-200. V zadnjih letih je bilo potrjeno povečanje števila selitvenih kitov dolgo po koncu obdobja lova. To so kit grbavec, sinji kit, pritlikavi sinji kit (Balaenoptera musculus brevicauda) in južni kit minke (Balaenoptera bonaerensis). Manj pogosto opazimo tudi brazdaste kite in vosate kite (Balaenoptera borealis). Južnomorski kiti bodo verjetno postali sezonski prebivalci v zalivu, ko si bodo populacije opomogle (eden od dveh prvih potrjenih zapisov o rojstvih na glavnih otokih Nove Zelandije, odkar so leta 2012 zabeležili komercialni in nezakoniti kitolov v okolici Milford in Browns Bay). Kit glavač občasno obišče zaliv.
Številni otoki so uradna ali neuradna zavetišča za ptice, ki hranijo pomembne ali kritično ogrožene vrste, kot so kivi, takahe, pāteke ali rjavi čizgavec (Anas chlorotis) in sivolični petrel (Pterodroma gouldi). V središču glavnega ohranitvenega otoka Tiritiri Matangi in otoka Little Barrier so bile v zadnjih desetletjih ponovno naseljene številne vrste ptic, ki so bile lokalno izumrle, medtem ko je bilo tudi nekaj naravnih »ponovnih kolonizacij« ptic, zlasti po odstranitvi vnesenih škodljivcev z gnezditvenih območij.

### Okoljska škoda
Zaliv je živahno naravno okolje, ki je v 20. in zgodnjem 21. stoletju zaradi človeške uporabe utrpelo znatno škodo. Čeprav je večja študija Foruma zaliva Hauraki leta 2011 pokazala, da se vsi okoljski kazalniki še vedno poslabšujejo ali so stabilni na problematičnih ravneh, so prostovoljne skupine za čiščenje obale zbrale približno 450.000 litrov odpadkov, zbranih z obale, a so potrebna nadaljnja prizadevanja za ohranjanje okoljske celovitosti zaliva.
Posebej škodljiva je bila uvedba industrializiranega ribolova, saj je na primer ribolov hlastača dosegel vrhunec v 1970-ih z več kot 10.000 tonami na leto (čeprav je bil v letu 2000 pomemben dejavnik tudi zasebni ribolov te vrste, ki je tehtal 400–800 ton leto). Ta hud prekomerni ribolov, ki je povzročil neuravnoteženost morskega okolja z odstranitvijo glavnega plenilca v prehranjevalni verigi, in povzročil nadaljnjo degradacijo, kot je obsežno izginotje rastišč alg, ko so jih prevzele neplodne kine (morski ježki). Ribolov z vlečnimi mrežami na splošno velja za resno škodo zalivu, poročajo pa tudi, da se stalež jastogov ne obnavlja. Ocenjuje se, da današnji staleži rib znašajo okoli 25 % predevropskih ravni.
Posebej škodljivi so tudi učinki dušika, ki se prenaša v zaliv z okoliških kmetijskih zemljišč, pri čemer skoraj 90 % izvira iz odtoka mlekarne v Firth of Thames.
Drugo izkoriščanje, kot je poglabljanje školjčišč v Firth of Thames, ki je doseglo svoj vrhunec leta 1961 z ocenjenimi 15 milijoni ulovljenih školjk (malo pred propadom industrije), je povzročilo škodo, ki je štirideset let pozneje ni bilo več mogoče popraviti, verjetno zaradi poglabljanja, ki je uničilo morsko dno, in odtekanja usedlin iz kmetijstva v Firth of Thames, ki vpliva na sposobnost preživetja školjk.

## Morski park

### Pravna ustanovitev
Oddelka 7 in 8 zakona o morskem parku Hauraki Gulf iz leta 2000 določata:
7 Priznanje nacionalnega pomena zaliva Hauraki
- (1) Medsebojni odnos med zalivom Hauraki, njegovimi otoki in povodji ter zmožnost tega medsebojnega odnosa, da vzdržuje življenjsko zmogljivost okolja zaliva Hauraki in njegovih otokov, so zadeve nacionalnega pomena.
- (2) Zmogljivost okolja Zaliva in njegovih otokov za vzdrževanje življenja vključuje zmogljivost —
  - (a) zagotoviti—
    - (i) zgodovinski, tradicionalni, kulturni in duhovni odnos tangata whenua Zaliva z Zalivom in njegovimi otoki in
    - (ii) socialno, gospodarsko, rekreacijsko in kulturno blaginjo ljudi in skupnosti:

  - (b) za uporabo virov Zaliva s strani ljudi in skupnosti Zaliva in Nove Zelandije za gospodarske dejavnosti in rekreacijo;
  - (c) ohraniti zemljo, zrak, vodo in ekosisteme Zaliva.

8 Upravljanje zaliva Hauraki
Da bi priznali nacionalni pomen zaliva Hauraki, njegovih otokov in povodij, so cilji upravljanja zaliva Hauraki, njegovih otokov in povodij—
- (a) zaščita in, kjer je to primerno, povečanje zmogljivosti za vzdrževanje življenja okolja zaliva Hauraki, njegovih otokov in povodij
- (b) zaščita in, kjer je primerno, izboljšanje naravnih, zgodovinskih in fizičnih virov zaliva Hauraki, njegovih otokov in povodij
- (c) zaščita in, kjer je primerno, krepitev tistih naravnih, zgodovinskih in fizičnih virov (vključno s kaimoano) zaliva Hauraki, njegovih otokov in povodij, s katerimi ima tangata whenua zgodovinsko, tradicionalni, kulturni in duhovni odnos
- (d) zaščita kulturnih in zgodovinskih združenj ljudi in skupnosti v in okoli zaliva Hauraki z njegovimi naravnimi, zgodovinskimi in fizičnimi viri
- (e) vzdrževanje in, kjer je primerno, povečanje prispevka naravnih, zgodovinskih in fizičnih virov zaliva Hauraki, njegovih otokov in povodij k socialni in gospodarski blaginji ljudi in skupnosti v Zaliv Hauraki in Nova Zelandija
- (f) vzdrževanje in, kjer je primerno, izboljšanje naravnih, zgodovinskih in fizičnih virov zaliva Hauraki, njegovih otokov in povodij, ki prispevajo k rekreaciji in uživanju v zalivu Hauraki za ljudi in skupnosti zaliv Hauraki in Nova Zelandija.

### Pomen
Park se izrazito razlikuje od drugih ohranitvenih območij Nove Zelandije ne le po tem, da je morsko okolje, ampak zato, ker je dom več kot milijonu ljudi ob njegovih obalah in na njegovih otokih. Vsebuje tudi številna (nadvodna) zatočišča za divje živali.